# Max Hinrichsen
Max Hinrichsen (6. Juli 1901 in Leipzig – 17. Dezember 1965 in London) war ein deutsch-britischer Musikverleger.

## Leben

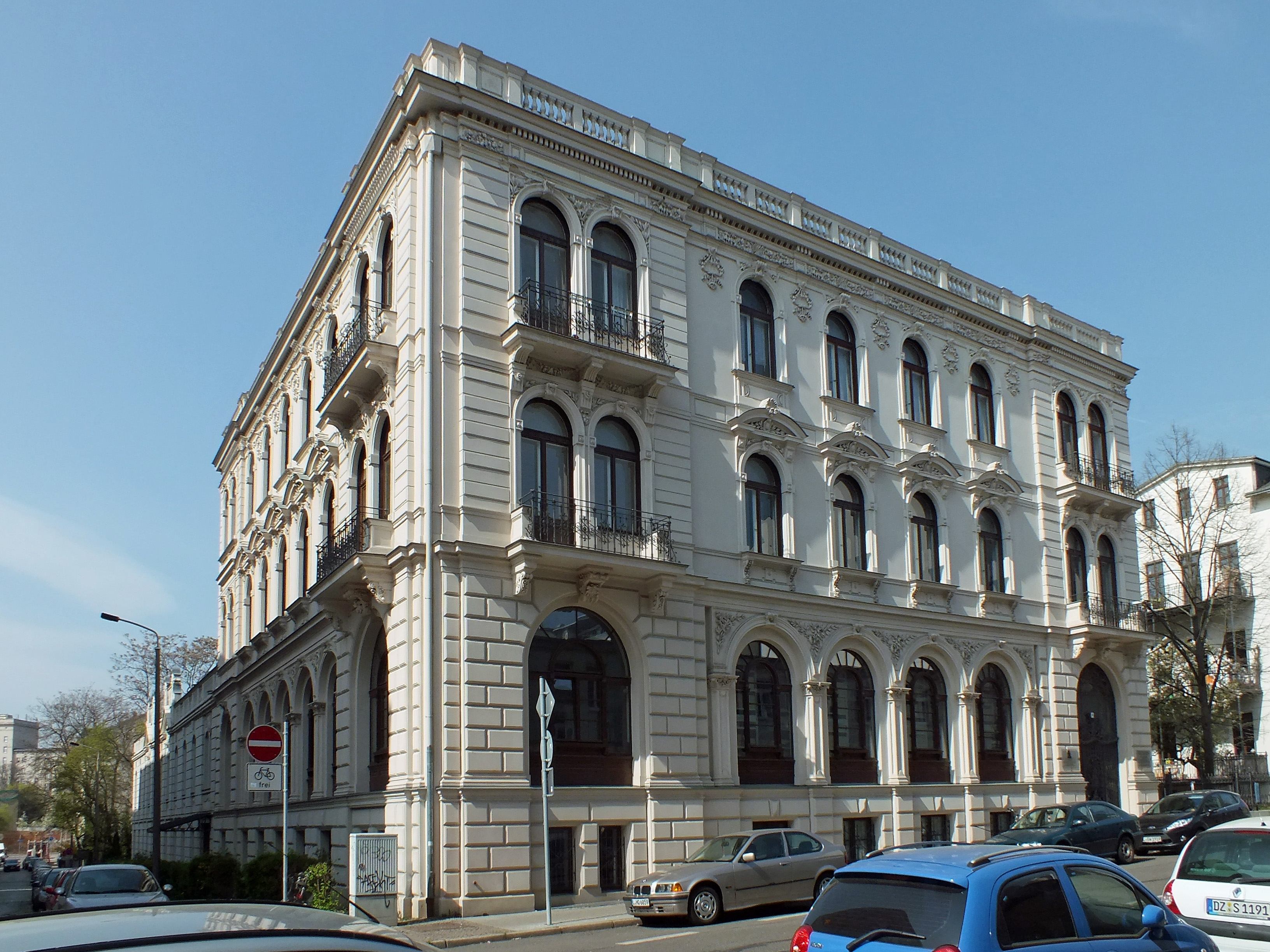
Talstr. 10 in Leipzig, Elternhaus von Max Hinrichsen und Sitz von Edition Peters

Max Hinrichsen war das zweite Kind und der älteste Sohn des Musikverlegers Henri Hinrichsen und seiner Frau Martha geb. Bendix (1879–1941). Benannt nach seinem Großonkel Max Abraham, hatte er zwei Schwestern und vier Brüder, darunter Walter Hinrichsen. Seine väterlichen Vorfahren stammten von Ruben Henriques ab, einem Sepharden, der 1646 nach Glückstadt gekommen war und dessen Nachkommen über mehrere Generationen Hofagenten in Mecklenburg-Schwerin wurden. Seine Eltern und zwei seiner Brüder wurden Opfer der Shoah. An ihr Schicksal erinnern vier Stolpersteine vor dem Haus Talstr. 10 in Leipzig.
Nach dem Abitur an der Nikolaischule in Leipzig begann Hinrichsen eine umfassende Ausbildung im Musikverlagswesen, um für die Übernahme des Familienunternehmens C. F. Peters vorbereitet zu sein. Von 1919 an lernte er in Berlin, ging 1922 nach Zürich und 1924 in die USA nach New York City, wo er den Vertrieb der Edition Peters in den Vereinigten Staaten managte. 1928 kehrte er nach Leipzig zurück und trat als Prokurist in das Unternehmen ein. Ihm wurde die Verwaltung der Musikbibliothek Peters und die Herausgabe ihres Jahrbuchs übertragen. An seinem 30. Geburtstag 1931 wurde er Teilhaber des Unternehmens. Seit 1934 war er verheiratet mit Marie-Luise, geb. von Siegroth und Slawikau, einer Schwester von Joachim von Siegroth. Die Heirat erfolgte gegen den Widerstand beider Familien. Das Paar hatte eine Tochter, Irene (1935–2016).
Unter dem Eindruck der zunehmenden Judenverfolgung emigrierte Hinrichsen im November 1937 mit seiner Familie nach Großbritannien. Hier arbeitete er zunächst als Repräsentant für C. F. Peters beim britischen Musikverlag Novello. 1938 gründete er seinen eigenen Verlag unter der Firma Hinrichsen Edition Ltd. Daneben betrieb er eine Konzertagentur. 1941 verlor er seine deutsche Staatsbürgerschaft durch Ausbürgerung und blieb bis zu seiner britischen Naturalisierung 1947 staatenlos.
Nach Kriegsende weitete Hinrichsen das Verlagsgeschäft aus und gründete das Londoner Zweigunternehmen von Edition Peters. Dabei traf er auf das Problem, dass Novello beanspruchte, die Verlagsrechte der Eigentümer von C.F. Peters als enemy aliens in Großbritannien übertragen bekommen zu haben. Christian Sindings Frühlingsrauschen, ein Bestseller im Verlagsprogramm, wurde daher Anlass eines Musterprozesses um dessen Verlagsrechte zwischen Max Hinrichsen und Novello. Der britische High Court of Justice entschied 1951 in Novello and Company Limited v. Hinrichsen Edition Limited and Another, dass Max Hinrichsen die Verlagsrechte zustanden. Besondere Verdienste erwarb sich Hinrichsen durch die Herausgabe früher englischer Komponisten sowie zeitgenössischer Musik.
Er starb an einem Herzinfarkt im Alter von 64 Jahren. 1949 hatte sich Hinrichsen von seiner Frau Marie-Luise scheiden lassen und heiratete 1956 die Amerikanerin Carla, geb. Eddy (1922–2005). Sie erbte das Londoner Unternehmen und vererbte es ihrerseits an die von ihr testamentarisch gegründete Hinrichsen Foundation. Die Hinrichsen Foundation ist Mehrheitseigner der seit 2010 wieder vereinigten Unternehmensgruppe Edition Peters Group. Max Hinrichsens Tochter Irene war seit einem Zerwürfnis zwischen ihr und Carla unmittelbar nach dem Tod ihres Vaters aus dem Unternehmen ausgeschieden. Sie publizierte später viel zur Unternehmens- und Familiengeschichte und förderte nach der Wende 1989 die Erinnerung an die Hinrichsens in Leipzig.

## Auszeichnungen
- Honorary Fellow, Trinity College of Music, 1965

## Werke
- (Hrsg.) Hinrichsen's Musical Yearbook. 11 Bände, London 1944–1961[9]